# Lista över fornlämningar i Kungälvs kommun (Torsby)
Lista över fornlämningar i Kungälvs kommun (Torsby) är en förteckning av ett urval av de fornlämningar som finns i Torsby i Kungälvs kommun.
| Namn                           | Lämningstyp                      | Tillkomsttid | Historisk indelning | Plats | Läge                 | ID-nr          | Bild                                 |
| ------------------------------ | -------------------------------- | ------------ | ------------------- | ----- | -------------------- | -------------- | ------------------------------------ |
| Lilla Överön (Torsby 1:1)      | Röse                             |              | Torsby, Bohuslän    |       | 57.796438, 11.743435 | 10161000010001 | Ladda upp en bild av detta fornminne |
| Lilla Överön (Torsby 1:2)      | Röse                             |              | Torsby, Bohuslän    |       | 57.796327, 11.743212 | 10161000010002 | Ladda upp en bild av detta fornminne |
| Lilla Överön (Torsby 2:1)      | Röse                             |              | Torsby, Bohuslän    |       | 57.796331, 11.745406 | 10161000020001 | Ladda upp en bild av detta fornminne |
| Torsby 3:1                     | Röse                             |              | Torsby, Bohuslän    |       | 57.796980, 11.747972 | 10161000030001 | Ladda upp en bild av detta fornminne |
| Torsby 4:1                     | Hög                              |              | Torsby, Bohuslän    |       | 57.798607, 11.752358 | 10161000040001 | Ladda upp en bild av detta fornminne |
| Torsby 8:1                     | Stensättning                     |              | Torsby, Bohuslän    |       | 57.799706, 11.744210 | 10161000080001 | Ladda upp en bild av detta fornminne |
| Torsby 8:2                     | Stensättning                     |              | Torsby, Bohuslän    |       | 57.799628, 11.744848 | 10161000080002 | Ladda upp en bild av detta fornminne |
| Stora Överön (Torsby 9:1)      | Röse                             |              | Torsby, Bohuslän    |       | 57.788812, 11.738212 | 10161000090001 | Ladda upp en bild av detta fornminne |
| Stora Överön (Torsby 9:2)      | Röse                             |              | Torsby, Bohuslän    |       | 57.788750, 11.737949 | 10161000090002 | Ladda upp en bild av detta fornminne |
| Stora Överön (Torsby 9:3)      | Stensättning                     |              | Torsby, Bohuslän    |       | 57.788999, 11.738617 | 10161000090003 | Ladda upp en bild av detta fornminne |
| Lilla Överön (Torsby 11:1)     | Gravfält                         |              | Torsby, Bohuslän    |       | 57.797001, 11.746731 | 10161000110001 | Ladda upp en bild av detta fornminne |
| Stora Överön (Torsby 12:1)     | Röse                             |              | Torsby, Bohuslän    |       | 57.790714, 11.762941 | 10161000120001 | Ladda upp en bild av detta fornminne |
| Torsby 17:1                    | Fornborg                         |              | Torsby, Bohuslän    |       | 57.807454, 11.771335 | 10161000170001 | Ladda upp en bild av detta fornminne |
| Torsby 20:1                    | Stensättning                     |              | Torsby, Bohuslän    |       | 57.816197, 11.779710 | 10161000200001 | Ladda upp en bild av detta fornminne |
| Torsby 28:1                    | Stenkammargrav                   |              | Torsby, Bohuslän    |       | 57.807864, 11.757460 | 10161000280001 | Ladda upp en bild av detta fornminne |
| Torsby 31:1                    | Stensättning                     |              | Torsby, Bohuslän    |       | 57.810138, 11.749357 | 10161000310001 | Ladda upp en bild av detta fornminne |
| Torsby 33:1                    | Stensättning                     |              | Torsby, Bohuslän    |       | 57.805632, 11.737856 | 10161000330001 | Ladda upp en bild av detta fornminne |
| Nedergård (Torsby 34:1)        | Röse                             |              | Torsby, Bohuslän    |       | 57.808093, 11.740391 | 10161000340001 | Ladda upp en bild av detta fornminne |
| Nedergård (Torsby 34:2)        | Stensättning                     |              | Torsby, Bohuslän    |       | 57.808232, 11.740584 | 10161000340002 | Ladda upp en bild av detta fornminne |
| Torsby 35:1                    | Röse                             |              | Torsby, Bohuslän    |       | 57.808482, 11.738078 | 10161000350001 | Ladda upp en bild av detta fornminne |
| Sjögården (Torsby 37:1)        | Röse                             |              | Torsby, Bohuslän    |       | 57.813447, 11.739579 | 10161000370001 | Ladda upp en bild av detta fornminne |
| Västergård (Torsby 39:1)       | Röse                             |              | Torsby, Bohuslän    |       | 57.815574, 11.735332 | 10161000390001 | Ladda upp en bild av detta fornminne |
| Västergård (Torsby 39:2)       | Röse                             |              | Torsby, Bohuslän    |       | 57.815479, 11.735094 | 10161000390002 | Ladda upp en bild av detta fornminne |
| Torsby 40:1                    | Röse                             |              | Torsby, Bohuslän    |       | 57.817139, 11.727407 | 10161000400001 | Ladda upp en bild av detta fornminne |
| Torsby 41:1                    | Stensättning                     |              | Torsby, Bohuslän    |       | 57.817067, 11.728671 | 10161000410001 | Ladda upp en bild av detta fornminne |
| Ängen (Torsby 43:1)            | Stensättning                     |              | Torsby, Bohuslän    |       | 57.820863, 11.787427 | 10161000430001 | Ladda upp en bild av detta fornminne |
| Ängen (Torsby 45:1)            | Gravfält                         |              | Torsby, Bohuslän    |       | 57.821926, 11.785858 | 10161000450001 | Ladda upp en bild av detta fornminne |
| Torsby 47:1                    | Stensättning                     |              | Torsby, Bohuslän    |       | 57.823959, 11.782294 | 10161000470001 | Ladda upp en bild av detta fornminne |
| Torsby 49:1                    | Stensättning                     |              | Torsby, Bohuslän    |       | 57.824145, 11.788273 | 10161000490001 | Ladda upp en bild av detta fornminne |
| Torsby 49:2                    | Stensättning                     |              | Torsby, Bohuslän    |       | 57.824348, 11.787554 | 10161000490002 | Ladda upp en bild av detta fornminne |
| Torsby 49:3                    | Stensättning                     |              | Torsby, Bohuslän    |       | 57.824820, 11.787495 | 10161000490003 | Ladda upp en bild av detta fornminne |
| Torsby 50:1                    | Röse                             |              | Torsby, Bohuslän    |       | 57.839499, 11.686556 | 10161000500001 | Ladda upp en bild av detta fornminne |
| Rädda (Torsby 51:1)            | Röse                             |              | Torsby, Bohuslän    |       | 57.838701, 11.694157 | 10161000510001 | Ladda upp en bild av detta fornminne |
| Rompen (Torsby 52:1)           | Röse                             |              | Torsby, Bohuslän    |       | 57.838912, 11.697093 | 10161000520001 | Ladda upp en bild av detta fornminne |
| Halmängen (Torsby 53:1)        | Stensättning                     |              | Torsby, Bohuslän    |       | 57.842493, 11.702342 | 10161000530001 | Ladda upp en bild av detta fornminne |
| Torsby 54:1                    | Röse                             |              | Torsby, Bohuslän    |       | 57.835415, 11.698108 | 10161000540001 | Ladda upp en bild av detta fornminne |
| Torsby 55:1                    | Röse                             |              | Torsby, Bohuslän    |       | 57.836997, 11.701986 | 10161000550001 | Ladda upp en bild av detta fornminne |
| Torsby 57:1                    | Röse                             |              | Torsby, Bohuslän    |       | 57.837167, 11.720889 | 10161000570001 | Ladda upp en bild av detta fornminne |
| Torsby 58:1                    | Röse                             |              | Torsby, Bohuslän    |       | 57.836204, 11.717734 | 10161000580001 | Ladda upp en bild av detta fornminne |
| Torsby 59:1                    | Röse                             |              | Torsby, Bohuslän    |       | 57.836200, 11.711450 | 10161000590001 | Ladda upp en bild av detta fornminne |
| Torsby 59:2                    | Röse                             |              | Torsby, Bohuslän    |       | 57.836157, 11.711682 | 10161000590002 | Ladda upp en bild av detta fornminne |
| Hålet (Torsby 61:1)            | Röse                             |              | Torsby, Bohuslän    |       | 57.828566, 11.698941 | 10161000610001 | Ladda upp en bild av detta fornminne |
| Hålet (Torsby 63:1)            | Stensättning                     |              | Torsby, Bohuslän    |       | 57.830923, 11.700430 | 10161000630001 | Ladda upp en bild av detta fornminne |
| Torsby 65:1                    | Röse                             |              | Torsby, Bohuslän    |       | 57.833995, 11.702284 | 10161000650001 | Ladda upp en bild av detta fornminne |
| Torsby 67:1                    | Stensättning                     |              | Torsby, Bohuslän    |       | 57.832074, 11.715855 | 10161000670001 | Ladda upp en bild av detta fornminne |
| Rödda (Torsby 69:1)            | Stensättning                     |              | Torsby, Bohuslän    |       | 57.844297, 11.701300 | 10161000690001 | Ladda upp en bild av detta fornminne |
| Ön Trälen (Torsby 70:1)        | Röse                             |              | Torsby, Bohuslän    |       | 57.826900, 11.707284 | 10161000700001 | Ladda upp en bild av detta fornminne |
| Ön Trälen (Torsby 71:1)        | Röse                             |              | Torsby, Bohuslän    |       | 57.826549, 11.706637 | 10161000710001 | Ladda upp en bild av detta fornminne |
| Ön Trälen (Torsby 72:1)        | Röse                             |              | Torsby, Bohuslän    |       | 57.826998, 11.703708 | 10161000720001 | Ladda upp en bild av detta fornminne |
| Torsby 73:1                    | Stensättning                     |              | Torsby, Bohuslän    |       | 57.829510, 11.710750 | 10161000730001 | Ladda upp en bild av detta fornminne |
| Torsby 77:1                    | Röse                             |              | Torsby, Bohuslän    |       | 57.835200, 11.730491 | 10161000770001 | Ladda upp en bild av detta fornminne |
| Torsby 78:1                    | Stensättning                     |              | Torsby, Bohuslän    |       | 57.835706, 11.730805 | 10161000780001 | Ladda upp en bild av detta fornminne |
| Torsby 79:1                    | Röse                             |              | Torsby, Bohuslän    |       | 57.832163, 11.731901 | 10161000790001 | Ladda upp en bild av detta fornminne |
| Torsby 79:2                    | Röse                             |              | Torsby, Bohuslän    |       | 57.832047, 11.731841 | 10161000790002 | Ladda upp en bild av detta fornminne |
| Torsby 81:1                    | Stensättning                     |              | Torsby, Bohuslän    |       | 57.828517, 11.713088 | 10161000810001 | Ladda upp en bild av detta fornminne |
| Torsby 82:1                    | Röse                             |              | Torsby, Bohuslän    |       | 57.826726, 11.720867 | 10161000820001 | Ladda upp en bild av detta fornminne |
| Torsby 83:1                    | Stensättning                     |              | Torsby, Bohuslän    |       | 57.826415, 11.720555 | 10161000830001 | Ladda upp en bild av detta fornminne |
| Torsby 86:1                    | Röse                             |              | Torsby, Bohuslän    |       | 57.825400, 11.716211 | 10161000860001 | Ladda upp en bild av detta fornminne |
| Torsby 90:1                    | Röse                             |              | Torsby, Bohuslän    |       | 57.821693, 11.736598 | 10161000900001 | Ladda upp en bild av detta fornminne |
| Torsby 90:2                    | Röse                             |              | Torsby, Bohuslän    |       | 57.821723, 11.736758 | 10161000900002 | Ladda upp en bild av detta fornminne |
| Torsby 90:3                    | Stensättning                     |              | Torsby, Bohuslän    |       | 57.821677, 11.736420 | 10161000900003 | Ladda upp en bild av detta fornminne |
| Torsby 92:1                    | Röse                             |              | Torsby, Bohuslän    |       | 57.821251, 11.744562 | 10161000920001 | Ladda upp en bild av detta fornminne |
| Torsby 94:1                    | Röse                             |              | Torsby, Bohuslän    |       | 57.833578, 11.735466 | 10161000940001 | Ladda upp en bild av detta fornminne |
| Mellangård (Torsby 96:1)       | Röse                             |              | Torsby, Bohuslän    |       | 57.827924, 11.747609 | 10161000960001 | Ladda upp en bild av detta fornminne |
| Kung Björns Grav (Torsby 97:1) | Stenkammargrav                   |              | Torsby, Bohuslän    |       | 57.830251, 11.748681 | 10161000970001 | Ladda upp en bild av detta fornminne |
| Torsby 98:1                    | Röse                             |              | Torsby, Bohuslän    |       | 57.845235, 11.767782 | 10161000980001 | Ladda upp en bild av detta fornminne |
| Torsby 98:2                    | Röse                             |              | Torsby, Bohuslän    |       | 57.845373, 11.767779 | 10161000980002 | Ladda upp en bild av detta fornminne |
| Torsby 99:1                    | Röse                             |              | Torsby, Bohuslän    |       | 57.845046, 11.764776 | 10161000990001 | Ladda upp en bild av detta fornminne |
| Torsby 101:1                   | Hög                              |              | Torsby, Bohuslän    |       | 57.849549, 11.812131 | 10161001010001 | Ladda upp en bild av detta fornminne |
| Torsby 101:2                   | Hög                              |              | Torsby, Bohuslän    |       | 57.849696, 11.811926 | 10161001010002 | Ladda upp en bild av detta fornminne |
| Torsby 101:3                   | Stensättning                     |              | Torsby, Bohuslän    |       | 57.849904, 11.812169 | 10161001010003 | Ladda upp en bild av detta fornminne |
| Torsby 101:4                   | Stensättning                     |              | Torsby, Bohuslän    |       | 57.850000, 11.812182 | 10161001010004 | Ladda upp en bild av detta fornminne |
| Torsby 102:1                   | Stensättning                     |              | Torsby, Bohuslän    |       | 57.850364, 11.812223 | 10161001020001 | Ladda upp en bild av detta fornminne |
| Torsby 103:1                   | Stensättning                     |              | Torsby, Bohuslän    |       | 57.850142, 11.812881 | 10161001030001 | Ladda upp en bild av detta fornminne |
| Torsby 103:2                   | Stensättning                     |              | Torsby, Bohuslän    |       | 57.850197, 11.813165 | 10161001030002 | Ladda upp en bild av detta fornminne |
| Torsby 103:3                   | Stensättning                     |              | Torsby, Bohuslän    |       | 57.850304, 11.813012 | 10161001030003 | Ladda upp en bild av detta fornminne |
| Torsby 104:1                   | Stensättning                     |              | Torsby, Bohuslän    |       | 57.849287, 11.813223 | 10161001040001 | Ladda upp en bild av detta fornminne |
| Torsby 104:2                   | Stensättning                     |              | Torsby, Bohuslän    |       | 57.849402, 11.813157 | 10161001040002 | Ladda upp en bild av detta fornminne |
| Torsby 105:1                   | Hög                              |              | Torsby, Bohuslän    |       | 57.851324, 11.814882 | 10161001050001 | Ladda upp en bild av detta fornminne |
| Torsby 106:1                   | Gravfält                         |              | Torsby, Bohuslän    |       | 57.852490, 11.814775 | 10161001060001 | Ladda upp en bild av detta fornminne |
| Torsby 107:1                   | Gravfält                         |              | Torsby, Bohuslän    |       | 57.853156, 11.815447 | 10161001070001 | Ladda upp en bild av detta fornminne |
| Torsby 108:1                   | Stensättning                     |              | Torsby, Bohuslän    |       | 57.852603, 11.811252 | 10161001080001 | Ladda upp en bild av detta fornminne |
| Torsby 110:1                   | Gravfält                         |              | Torsby, Bohuslän    |       | 57.854587, 11.813379 | 10161001100001 | Ladda upp en bild av detta fornminne |
| Torsby 112:1                   | Stensättning                     |              | Torsby, Bohuslän    |       | 57.850587, 11.822946 | 10161001120001 | Ladda upp en bild av detta fornminne |
| Torsby 112:2                   | Stensättning                     |              | Torsby, Bohuslän    |       | 57.850753, 11.823096 | 10161001120002 | Ladda upp en bild av detta fornminne |
| Torsby 114:1                   | Stensättning                     |              | Torsby, Bohuslän    |       | 57.851599, 11.819241 | 10161001140001 | Ladda upp en bild av detta fornminne |
| Torsby 115:1                   | Stensättning                     |              | Torsby, Bohuslän    |       | 57.852031, 11.819271 | 10161001150001 | Ladda upp en bild av detta fornminne |
| Torsby 115:2                   | Stensättning                     |              | Torsby, Bohuslän    |       | 57.852006, 11.819041 | 10161001150002 | Ladda upp en bild av detta fornminne |
| Torsby 116:1                   | Stenkammargrav                   |              | Torsby, Bohuslän    |       | 57.851047, 11.803487 | 10161001160001 | Ladda upp en bild av detta fornminne |
| Torsby 117:1                   | Stensättning                     |              | Torsby, Bohuslän    |       | 57.851814, 11.801634 | 10161001170001 | Ladda upp en bild av detta fornminne |
| Torsby 118:1                   | Röse                             |              | Torsby, Bohuslän    |       | 57.854221, 11.798833 | 10161001180001 | Ladda upp en bild av detta fornminne |
| Torsby 120:1                   | Stensättning                     |              | Torsby, Bohuslän    |       | 57.845110, 11.794445 | 10161001200001 | Ladda upp en bild av detta fornminne |
| Torsby 122:1                   | Röse                             |              | Torsby, Bohuslän    |       | 57.849395, 11.788449 | 10161001220001 | Ladda upp en bild av detta fornminne |
| Torsby 123:1                   | Röse                             |              | Torsby, Bohuslän    |       | 57.850251, 11.786871 | 10161001230001 | Ladda upp en bild av detta fornminne |
| Torsby 124:1                   | Stensättning                     |              | Torsby, Bohuslän    |       | 57.850321, 11.785172 | 10161001240001 | Ladda upp en bild av detta fornminne |
| Prästgård (Torsby 125:1)       | Stensättning                     |              | Torsby, Bohuslän    |       | 57.845454, 11.783071 | 10161001250001 | Ladda upp en bild av detta fornminne |
| Prästgård (Torsby 126:1)       | Röse                             |              | Torsby, Bohuslän    |       | 57.846319, 11.778616 | 10161001260001 | Ladda upp en bild av detta fornminne |
| Torsby 127:1                   | Stensättning                     |              | Torsby, Bohuslän    |       | 57.851513, 11.777827 | 10161001270001 | Ladda upp en bild av detta fornminne |
| Datorp/Raggesås (Torsby 131:1) | Stensättning                     |              | Torsby, Bohuslän    |       | 57.855348, 11.842649 | 10161001310001 | Ladda upp en bild av detta fornminne |
| Torsby 132:1                   | Stensättning                     |              | Torsby, Bohuslän    |       | 57.847631, 11.841574 | 10161001320001 | Ladda upp en bild av detta fornminne |
| Torsby 132:2                   | Stensättning                     |              | Torsby, Bohuslän    |       | 57.847694, 11.841995 | 10161001320002 | Ladda upp en bild av detta fornminne |
| Torsby 135:1                   | Stensättning                     |              | Torsby, Bohuslän    |       | 57.840987, 11.844916 | 10161001350001 | Ladda upp en bild av detta fornminne |
| Torsby 136:1                   | Stensättning                     |              | Torsby, Bohuslän    |       | 57.841265, 11.833938 | 10161001360001 | Ladda upp en bild av detta fornminne |
| Torsby 137:1                   | Stensättning                     |              | Torsby, Bohuslän    |       | 57.839074, 11.831235 | 10161001370001 | Ladda upp en bild av detta fornminne |
| Torsby 143:1                   | Stensättning                     |              | Torsby, Bohuslän    |       | 57.854979, 11.785356 | 10161001430001 | Ladda upp en bild av detta fornminne |
| Torsby 144:1                   | Röse                             |              | Torsby, Bohuslän    |       | 57.861223, 11.795269 | 10161001440001 | Ladda upp en bild av detta fornminne |
| Torsby 145:1                   | Stensättning                     |              | Torsby, Bohuslän    |       | 57.856415, 11.781103 | 10161001450001 | Ladda upp en bild av detta fornminne |
| Torsby 149:1                   | Stensättning                     |              | Torsby, Bohuslän    |       | 57.860273, 11.784661 | 10161001490001 | Ladda upp en bild av detta fornminne |
| Torsby 152:1                   | Stenkrets                        |              | Torsby, Bohuslän    |       | 57.828927, 11.779552 | 10161001520001 | Ladda upp en bild av detta fornminne |
| Torsby 154:1                   | Stensättning                     |              | Torsby, Bohuslän    |       | 57.834117, 11.781258 | 10161001540001 | Ladda upp en bild av detta fornminne |
| Torsby 154:2                   | Stensättning                     |              | Torsby, Bohuslän    |       | 57.834205, 11.781413 | 10161001540002 | Ladda upp en bild av detta fornminne |
| Torsby 155:1                   | Stensättning                     |              | Torsby, Bohuslän    |       | 57.836512, 11.782821 | 10161001550001 | Ladda upp en bild av detta fornminne |
| Tingnehög (Torsby 156:1)       | Stensättning                     |              | Torsby, Bohuslän    |       | 57.838193, 11.787276 | 10161001560001 | Ladda upp en bild av detta fornminne |
| Torsby 157:1                   | Stensättning                     |              | Torsby, Bohuslän    |       | 57.837691, 11.775557 | 10161001570001 | Ladda upp en bild av detta fornminne |
| Torsby 159:1                   | Grav markerad av sten/block      |              | Torsby, Bohuslän    |       | 57.837260, 11.791227 | 10161001590001 | Ladda upp en bild av detta fornminne |
| Torsby 159:2                   | Grav markerad av sten/block      |              | Torsby, Bohuslän    |       | 57.837297, 11.791148 | 10161001590002 | Ladda upp en bild av detta fornminne |
| Torsby 159:3                   | Grav markerad av sten/block      |              | Torsby, Bohuslän    |       | 57.837384, 11.791134 | 10161001590003 | Ladda upp en bild av detta fornminne |
| Torsby 160:1                   | Hög                              |              | Torsby, Bohuslän    |       | 57.836836, 11.789975 | 10161001600001 | Ladda upp en bild av detta fornminne |
| Prästgård (Torsby 161:1)       | Stensättning                     |              | Torsby, Bohuslän    |       | 57.843529, 11.770011 | 10161001610001 | Ladda upp en bild av detta fornminne |
| Östergård (Torsby 163:1)       | Stensättning                     |              | Torsby, Bohuslän    |       | 57.838449, 11.802055 | 10161001630001 | Ladda upp en bild av detta fornminne |
| Östergård (Torsby 163:2)       | Stensättning                     |              | Torsby, Bohuslän    |       | 57.838574, 11.801959 | 10161001630002 | Ladda upp en bild av detta fornminne |
| Östergård (Torsby 163:3)       | Stensättning                     |              | Torsby, Bohuslän    |       | 57.838267, 11.802245 | 10161001630003 | Ladda upp en bild av detta fornminne |
| Torsby 167:1                   | Stensättning                     |              | Torsby, Bohuslän    |       | 57.839242, 11.798142 | 10161001670001 | Ladda upp en bild av detta fornminne |
| Torsby 168:1                   | Stensättning                     |              | Torsby, Bohuslän    |       | 57.838847, 11.795935 | 10161001680001 | Ladda upp en bild av detta fornminne |
| Lilla Röd (Torsby 173:1)       | Hällristning                     |              | Torsby, Bohuslän    |       | 57.829615, 11.770424 | 10161001730001 | Ladda upp en bild av detta fornminne |
| Sälö (Torsby 175:1)            | Husgrund, historisk tid          |              | Torsby, Bohuslän    |       | 57.817503, 11.622519 | 10161001750001 | Ladda upp en bild av detta fornminne |
| Mellangård (Torsby 178:1)      | Röse                             |              | Torsby, Bohuslän    |       | 57.824845, 11.799865 | 10161001780001 | Ladda upp en bild av detta fornminne |
| Mellangård (Torsby 179:1)      | Stensättning                     |              | Torsby, Bohuslän    |       | 57.826453, 11.800553 | 10161001790001 | Ladda upp en bild av detta fornminne |
| Torsby 184:1                   | Stensättning                     |              | Torsby, Bohuslän    |       | 57.833942, 11.812502 | 10161001840001 | Ladda upp en bild av detta fornminne |
| Torsby 184:2                   | Stensättning                     |              | Torsby, Bohuslän    |       | 57.833911, 11.812350 | 10161001840002 | Ladda upp en bild av detta fornminne |
| Torsby 184:3                   | Stensättning                     |              | Torsby, Bohuslän    |       | 57.833898, 11.812137 | 10161001840003 | Ladda upp en bild av detta fornminne |
| Torsby 186:1                   | Stensättning                     |              | Torsby, Bohuslän    |       | 57.836008, 11.805620 | 10161001860001 | Ladda upp en bild av detta fornminne |
| Torsby 186:2                   | Stensättning                     |              | Torsby, Bohuslän    |       | 57.835786, 11.805531 | 10161001860002 | Ladda upp en bild av detta fornminne |
| Lilla Röd (Torsby 189:1)       | Röse                             |              | Torsby, Bohuslän    |       | 57.835578, 11.765299 | 10161001890001 | Ladda upp en bild av detta fornminne |
| Torsby 191:1                   | Stensättning                     |              | Torsby, Bohuslän    |       | 57.837017, 11.777835 | 10161001910001 | Ladda upp en bild av detta fornminne |
| Torsby 194:1                   | Stensättning                     |              | Torsby, Bohuslän    |       | 57.836048, 11.783451 | 10161001940001 | Ladda upp en bild av detta fornminne |
| Torsby 201:1                   | Stensättning                     |              | Torsby, Bohuslän    |       | 57.869130, 11.781058 | 10161002010001 | Ladda upp en bild av detta fornminne |
| Torsby 202:1                   | Röse                             |              | Torsby, Bohuslän    |       | 57.867500, 11.794590 | 10161002020001 | Ladda upp en bild av detta fornminne |
| Torsby 203:1                   | Röse                             |              | Torsby, Bohuslän    |       | 57.870362, 11.794156 | 10161002030001 | Ladda upp en bild av detta fornminne |
| Torsby 204:1                   | Stensättning                     |              | Torsby, Bohuslän    |       | 57.868352, 11.805405 | 10161002040001 | Ladda upp en bild av detta fornminne |
| Nedergård (Torsby 206:1)       | Stensättning                     |              | Torsby, Bohuslän    |       | 57.860019, 11.813092 | 10161002060001 | Ladda upp en bild av detta fornminne |
| Torsby 208:1                   | Gravfält                         |              | Torsby, Bohuslän    |       | 57.861957, 11.805779 | 10161002080001 | Ladda upp en bild av detta fornminne |
| Torsby 209:1                   | Stensättning                     |              | Torsby, Bohuslän    |       | 57.862808, 11.805199 | 10161002090001 | Ladda upp en bild av detta fornminne |
| Torsby 213:1                   | Stensättning                     |              | Torsby, Bohuslän    |       | 57.865113, 11.836786 | 10161002130001 | Ladda upp en bild av detta fornminne |
| Övergård (Torsby 214:1)        | Stensättning                     |              | Torsby, Bohuslän    |       | 57.861419, 11.826727 | 10161002140001 | Ladda upp en bild av detta fornminne |
| Övergård (Torsby 215:1)        | Stensättning                     |              | Torsby, Bohuslän    |       | 57.861067, 11.828357 | 10161002150001 | Ladda upp en bild av detta fornminne |
| Torsby 218:1                   | Stensättning                     |              | Torsby, Bohuslän    |       | 57.857714, 11.807797 | 10161002180001 | Ladda upp en bild av detta fornminne |
| Torsby 219:1                   | Röse                             |              | Torsby, Bohuslän    |       | 57.851861, 11.754293 | 10161002190001 | Ladda upp en bild av detta fornminne |
| Torsby 222:1                   | Röse                             |              | Torsby, Bohuslän    |       | 57.848706, 11.758178 | 10161002220001 | Ladda upp en bild av detta fornminne |
| Torsby 223:1                   | Röse                             |              | Torsby, Bohuslän    |       | 57.848679, 11.755055 | 10161002230001 | Ladda upp en bild av detta fornminne |
| Torsby 227:1                   | Röse                             |              | Torsby, Bohuslän    |       | 57.850938, 11.720212 | 10161002270001 | Ladda upp en bild av detta fornminne |
| Torsby 229:1                   | Stensättning                     |              | Torsby, Bohuslän    |       | 57.854181, 11.713315 | 10161002290001 | Ladda upp en bild av detta fornminne |
| Torsby 229:2                   | Stensättning                     |              | Torsby, Bohuslän    |       | 57.854285, 11.713312 | 10161002290002 | Ladda upp en bild av detta fornminne |
| Torsby 231:1                   | Gravfält                         |              | Torsby, Bohuslän    |       | 57.834447, 11.819264 | 10161002310001 | Ladda upp en bild av detta fornminne |
| Torsby 233:1                   | Stensättning                     |              | Torsby, Bohuslän    |       | 57.835160, 11.816925 | 10161002330001 | Ladda upp en bild av detta fornminne |
| Torsby 235:1                   | Husgrund, historisk tid          |              | Torsby, Bohuslän    |       | 57.814992, 11.682890 | 10161002350001 | Ladda upp en bild av detta fornminne |
| Torsby 235:2                   | Husgrund, historisk tid          |              | Torsby, Bohuslän    |       | 57.814881, 11.682904 | 10161002350002 | Ladda upp en bild av detta fornminne |
| Torsby 235:3                   | Husgrund, historisk tid          |              | Torsby, Bohuslän    |       | 57.814672, 11.682907 | 10161002350003 | Ladda upp en bild av detta fornminne |
| Torsby 236:1                   | Husgrund, förhistorisk/medeltida |              | Torsby, Bohuslän    |       | 57.815797, 11.687346 | 10161002360001 | Ladda upp en bild av detta fornminne |
| Torsby 237:1                   | Röse                             |              | Torsby, Bohuslän    |       | 57.807949, 11.698792 | 10161002370001 | Ladda upp en bild av detta fornminne |
| Torsby 237:2                   | Röse                             |              | Torsby, Bohuslän    |       | 57.807642, 11.698766 | 10161002370002 | Ladda upp en bild av detta fornminne |
| Torsby 238:1                   | Stensättning                     |              | Torsby, Bohuslän    |       | 57.809988, 11.721806 | 10161002380001 | Ladda upp en bild av detta fornminne |
| Torsby 239:1                   | Röse                             |              | Torsby, Bohuslän    |       | 57.810836, 11.723923 | 10161002390001 | Ladda upp en bild av detta fornminne |
| Torsby 240:1                   | Stensättning                     |              | Torsby, Bohuslän    |       | 57.811631, 11.718093 | 10161002400001 | Ladda upp en bild av detta fornminne |
| Torsby 240:2                   | Stensättning                     |              | Torsby, Bohuslän    |       | 57.811646, 11.718387 | 10161002400002 | Ladda upp en bild av detta fornminne |
| Torsby 241:1                   | Röse                             |              | Torsby, Bohuslän    |       | 57.812698, 11.716469 | 10161002410001 | Ladda upp en bild av detta fornminne |
| Torsby 242:1                   | Röse                             |              | Torsby, Bohuslän    |       | 57.800049, 11.717118 | 10161002420001 | Ladda upp en bild av detta fornminne |
| Källholmarna (Torsby 243:1)    | Husgrund, historisk tid          |              | Torsby, Bohuslän    |       | 57.790683, 11.711585 | 10161002430001 | Ladda upp en bild av detta fornminne |
| Källholmarna (Torsby 243:2)    | Husgrund, historisk tid          |              | Torsby, Bohuslän    |       | 57.790876, 11.712073 | 10161002430002 | Ladda upp en bild av detta fornminne |
| Torsby 244:1                   | Stensättning                     |              | Torsby, Bohuslän    |       | 57.856347, 11.809422 | 10161002440001 | Ladda upp en bild av detta fornminne |
| Torsby 245:1                   | Hög                              |              | Torsby, Bohuslän    |       | 57.846286, 11.805131 | 10161002450001 | Ladda upp en bild av detta fornminne |
| Torsby 257:1                   | Röse                             |              | Torsby, Bohuslän    |       | 57.853477, 11.747051 | 10161002570001 | Ladda upp en bild av detta fornminne |
| Torsby 257:2                   | Röse                             |              | Torsby, Bohuslän    |       | 57.853502, 11.746556 | 10161002570002 | Ladda upp en bild av detta fornminne |
| Torsby 258:1                   | Hällristning                     |              | Torsby, Bohuslän    |       | 57.849667, 11.747171 | 10161002580001 | Ladda upp en bild av detta fornminne |
| Torsby 258:2                   | Hällristning                     |              | Torsby, Bohuslän    |       | 57.849672, 11.747169 | 10161002580002 | Ladda upp en bild av detta fornminne |
| Torsby 263:1                   | Röse                             |              | Torsby, Bohuslän    |       | 57.828419, 11.684310 | 10161002630001 | Ladda upp en bild av detta fornminne |
| Torsby 264:1                   | Röse                             |              | Torsby, Bohuslän    |       | 57.826569, 11.694345 | 10161002640001 | Ladda upp en bild av detta fornminne |
| Torsby 264:2                   | Röse                             |              | Torsby, Bohuslän    |       | 57.826408, 11.694110 | 10161002640002 | Ladda upp en bild av detta fornminne |
| Torsby 265:1                   | Röse                             |              | Torsby, Bohuslän    |       | 57.825114, 11.700038 | 10161002650001 | Ladda upp en bild av detta fornminne |
| Torsby 265:2                   | Röse                             |              | Torsby, Bohuslän    |       | 57.825230, 11.700297 | 10161002650002 | Ladda upp en bild av detta fornminne |
| Torsby 265:3                   | Stensättning                     |              | Torsby, Bohuslän    |       | 57.825173, 11.700506 | 10161002650003 | Ladda upp en bild av detta fornminne |
| Torsby 270:1                   | Röse                             |              | Torsby, Bohuslän    |       | 57.836169, 11.761039 | 10161002700001 | Ladda upp en bild av detta fornminne |
| Torsby 270:2                   | Röse                             |              | Torsby, Bohuslän    |       | 57.836090, 11.760853 | 10161002700002 | Ladda upp en bild av detta fornminne |
| Röd/Torsby (Torsby 271:1)      | Stensättning                     |              | Torsby, Bohuslän    |       | 57.835019, 11.759707 | 10161002710001 | Ladda upp en bild av detta fornminne |
| Torsby 278:1                   | Stensättning                     |              | Torsby, Bohuslän    |       | 57.829382, 11.766228 | 10161002780001 | Ladda upp en bild av detta fornminne |
| Torsby 278:2                   | Stensättning                     |              | Torsby, Bohuslän    |       | 57.829460, 11.766169 | 10161002780002 | Ladda upp en bild av detta fornminne |
| Torsby 279:1                   | Stensättning                     |              | Torsby, Bohuslän    |       | 57.828900, 11.761566 | 10161002790001 | Ladda upp en bild av detta fornminne |
| Torsby 280:1                   | Stensättning                     |              | Torsby, Bohuslän    |       | 57.832201, 11.763415 | 10161002800001 | Ladda upp en bild av detta fornminne |
| Lilla Röd (Torsby 281:1)       | Röse                             |              | Torsby, Bohuslän    |       | 57.834878, 11.764174 | 10161002810001 | Ladda upp en bild av detta fornminne |
| Torsby 282:1                   | Stenkrets                        |              | Torsby, Bohuslän    |       | 57.835593, 11.763357 | 10161002820001 | Ladda upp en bild av detta fornminne |
| Torsby 291:1                   | Grav markerad av sten/block      |              | Torsby, Bohuslän    |       | 57.834516, 11.761109 | 10161002910001 | Ladda upp en bild av detta fornminne |
| Torsby 308:1                   | Stensättning                     |              | Torsby, Bohuslän    |       | 57.838346, 11.709277 | 10161003080001 | Ladda upp en bild av detta fornminne |
| Torsby 310:1                   | Stensättning                     |              | Torsby, Bohuslän    |       | 57.844143, 11.747223 | 10161003100001 | Ladda upp en bild av detta fornminne |
| Torsby 312:1                   | Stensättning                     |              | Torsby, Bohuslän    |       | 57.845050, 11.747056 | 10161003120001 | Ladda upp en bild av detta fornminne |
| Torsby 316:1                   | Stensättning                     |              | Torsby, Bohuslän    |       | 57.839469, 11.765898 | 10161003160001 | Ladda upp en bild av detta fornminne |
| Torsby 319:1                   | Stensättning                     |              | Torsby, Bohuslän    |       | 57.865463, 11.782131 | 10161003190001 | Ladda upp en bild av detta fornminne |
| Torsby 321:1                   | Stensättning                     |              | Torsby, Bohuslän    |       | 57.856670, 11.808150 | 10161003210001 | Ladda upp en bild av detta fornminne |
| Torsby 323:1                   | Gravfält                         |              | Torsby, Bohuslän    |       | 57.857296, 11.805163 | 10161003230001 | Ladda upp en bild av detta fornminne |
| Torsby 324:1                   | Stensättning                     |              | Torsby, Bohuslän    |       | 57.849658, 11.792574 | 10161003240001 | Ladda upp en bild av detta fornminne |
| Torsby 329:1                   | Stensättning                     |              | Torsby, Bohuslän    |       | 57.834216, 11.809059 | 10161003290001 | Ladda upp en bild av detta fornminne |
| Torsby 330:1                   | Hällristning                     |              | Torsby, Bohuslän    |       | 57.848291, 11.791521 | 10161003300001 | Ladda upp en bild av detta fornminne |
| Torsby 335:1                   | Hällristning                     |              | Torsby, Bohuslän    |       | 57.833545, 11.787122 | 10161003350001 | Ladda upp en bild av detta fornminne |
| Torsby 335:2                   | Hällristning                     |              | Torsby, Bohuslän    |       | 57.833623, 11.787247 | 10161003350002 | Ladda upp en bild av detta fornminne |
| Torsby 336:1                   | Hällristning                     |              | Torsby, Bohuslän    |       | 57.832538, 11.781603 | 10161003360001 | Ladda upp en bild av detta fornminne |
| Torsby 338:1                   | Stensättning                     |              | Torsby, Bohuslän    |       | 57.830157, 11.787747 | 10161003380001 | Ladda upp en bild av detta fornminne |
| Torsby 348:1                   | Stensättning                     |              | Torsby, Bohuslän    |       | 57.820999, 11.771386 | 10161003480001 | Ladda upp en bild av detta fornminne |
| Torsby 356:1                   | Husgrund, förhistorisk/medeltida |              | Torsby, Bohuslän    |       | 57.810806, 11.724375 | 10161003560001 | Ladda upp en bild av detta fornminne |
| Torsby 356:2                   | Husgrund, förhistorisk/medeltida |              | Torsby, Bohuslän    |       | 57.810953, 11.724457 | 10161003560002 | Ladda upp en bild av detta fornminne |
| Torsby 356:3                   | Husgrund, förhistorisk/medeltida |              | Torsby, Bohuslän    |       | 57.810886, 11.724593 | 10161003560003 | Ladda upp en bild av detta fornminne |
| Flatorna (Torsby 358:1)        | Husgrund, historisk tid          |              | Torsby, Bohuslän    |       | 57.799487, 11.659455 | 10161003580001 | Ladda upp en bild av detta fornminne |
| Flatorna (Torsby 359:1)        | Husgrund, historisk tid          |              | Torsby, Bohuslän    |       | 57.800146, 11.658794 | 10161003590001 | Ladda upp en bild av detta fornminne |
| Flatorna (Torsby 359:2)        | Husgrund, historisk tid          |              | Torsby, Bohuslän    |       | 57.800183, 11.658550 | 10161003590002 | Ladda upp en bild av detta fornminne |
| Flatorna (Torsby 360:1)        | Husgrund, historisk tid          |              | Torsby, Bohuslän    |       | 57.799815, 11.663017 | 10161003600001 | Ladda upp en bild av detta fornminne |
| Flatorna (Torsby 361:1)        | Husgrund, historisk tid          |              | Torsby, Bohuslän    |       | 57.799401, 11.665401 | 10161003610001 | Ladda upp en bild av detta fornminne |
| Flatorna (Torsby 361:2)        | Husgrund, historisk tid          |              | Torsby, Bohuslän    |       | 57.799570, 11.665009 | 10161003610002 | Ladda upp en bild av detta fornminne |
| Flatorna (Torsby 361:3)        | Husgrund, historisk tid          |              | Torsby, Bohuslän    |       | 57.799478, 11.664581 | 10161003610003 | Ladda upp en bild av detta fornminne |
| Flatorna (Torsby 361:4)        | Husgrund, historisk tid          |              | Torsby, Bohuslän    |       | 57.799184, 11.664523 | 10161003610004 | Ladda upp en bild av detta fornminne |
| Torsby 362:1                   | Hällristning                     |              | Torsby, Bohuslän    |       | 57.834477, 11.785279 | 10161003620001 | Ladda upp en bild av detta fornminne |
| Torsby 363:1                   | Hällristning                     |              | Torsby, Bohuslän    |       | 57.833756, 11.784519 | 10161003630001 | Ladda upp en bild av detta fornminne |
| Torsby 363:2                   | Hällristning                     |              | Torsby, Bohuslän    |       | 57.833683, 11.784325 | 10161003630002 | Ladda upp en bild av detta fornminne |
| Torsby 363:3                   | Hällristning                     |              | Torsby, Bohuslän    |       | 57.833616, 11.784043 | 10161003630003 | Ladda upp en bild av detta fornminne |
| Torsby 364:1                   | Hällristning                     |              | Torsby, Bohuslän    |       | 57.832040, 11.779271 | 10161003640001 | Ladda upp en bild av detta fornminne |
| Torsby 365:1                   | Hällristning                     |              | Torsby, Bohuslän    |       | 57.838383, 11.787395 | 10161003650001 | Ladda upp en bild av detta fornminne |
| Torsby 366:1                   | Hällristning                     |              | Torsby, Bohuslän    |       | 57.849198, 11.749183 | 10161003660001 | Ladda upp en bild av detta fornminne |
| Torsby 366:2                   | Hällristning                     |              | Torsby, Bohuslän    |       | 57.849179, 11.749037 | 10161003660002 | Ladda upp en bild av detta fornminne |
| Torsby 367:1                   | Hällristning                     |              | Torsby, Bohuslän    |       | 57.848791, 11.749567 | 10161003670001 | Ladda upp en bild av detta fornminne |
| Torsby 368:1                   | Hällristning                     |              | Torsby, Bohuslän    |       | 57.849844, 11.746099 | 10161003680001 | Ladda upp en bild av detta fornminne |
| Torsby 376                     | Gravfält                         |              | Torsby, Bohuslän    |       | 57.798737, 11.754070 | 12000000005489 | Ladda upp en bild av detta fornminne |
| Torsby 377                     | Hög                              |              | Torsby, Bohuslän    |       | 57.798310, 11.758150 | 12000000005491 | Ladda upp en bild av detta fornminne |
| Torsby 378                     | Hög                              |              | Torsby, Bohuslän    |       | 57.798232, 11.758414 | 12000000005492 | Ladda upp en bild av detta fornminne |
| Vetterösena (Harestad 142:2)   | Röse                             |              | Torsby, Bohuslän    |       | 57.800987, 11.773396 | 10155001420002 | Ladda upp en bild av detta fornminne |